# Дискография The Pretty Reckless
Дискография американской рок-группы The Pretty Reckless включает 3 студийных альбома, 2 мини-альбома, 11 синглов и 13 музыкальных видеоклипов.
В 2009 году группа подписала контракт с лейблом Interscope Records, и 27 августа 2010 года выпустила свой дебютный альбом, Light Me Up. В мире было продано более миллиона копий. Going to Hell, второй альбом The Pretty Reckless, вышел 12 марта 2014 года, а третий, Who You Selling For — 21 октября 2016 года.

## Студийные альбомы
| Год                                       | Детали альбома                                                                                            | Максимальная позиция | Максимальная позиция | Максимальная позиция | Максимальная позиция | Максимальная позиция | Максимальная позиция | Максимальная позиция | Максимальная позиция | Максимальная позиция | Максимальная позиция | Сертификации    |
| Год                                       | Детали альбома                                                                                            | US                   | US Alt.              | US Rock              | AUS                  | CAN                  | FRA                  | IRE                  | JP                   | NZ                   | UK                   | Сертификации    |
| ----------------------------------------- | --- | -------------------- | -------------------- | -------------------- | -------------------- | -------------------- | -------------------- | -------------------- | -------------------- | -------------------- | -------------------- | --------------- |
| 2010                                      | Light Me Up Детали - Релиз: 27 августа 2010 - Лейбл: Interscope Records* - Формат: CD, ЦД, CD-Extra       | 65                   | 10                   | 18                   | 71                   | 57                   | 167                  | 18                   | 48                   | —                    | 6                    | ВЕЛ: Серебряный |
| 2014                                      | Going to Hell Детали - Релиз: 12 марта 2014 - Лейбл: Razor & Tie - Формат: CD, CD+DVD, CS, LP, ЦД         | 5                    | 2                    | 2                    | 20                   | 5                    | 46                   | 45                   | 50                   | 19                   | 8                    |                 |
| 2016                                      | Who You Selling For Детали - Релиз: 21 октября 2016 - Лейбл: Razor & Tie - Формат: CD, CD+DVD, CS, LP, ЦД | 13                   | 2                    | 4                    | 33                   | 12                   | 90                   | —                    | 162                  | 24                   | 23                   |                 |
| 2021                                      | Death by Rock and Roll Детали - Релиз: 12 февраля 2021 - Лейбл: Fearless - Формат: CD, LP, ЦД             | 28                   | —                    | 3                    | 15                   | 28                   | 109                  | —                    | 107                  | —                    | 6                    |                 |
| «—» ставится, если альбом не попал в чарт | |                      |                      |                      |                      |                      |                      |                      |                      |                      |                      |                 |

## Мини-альбомы
| Год  | Детали альбома                                                                                 |
| ---- | ---------------------------------------------------------------------------------------------- |
| 2010 | The Pretty Reckless (EP) Детали - Релиз: 22 июня 2010 - Лейбл: Interscope Records - Формат: CD |
| 2012 | Hit Me Like a Man Детали - Релиз: 6 марта 2012 - Лейбл: Interscope Records - Формат: CD        |

## Синглы
| 2010                                     | «Make Me Wanna Die»              | — | —  | — | —  | 61 | —  | —   | —  | 16  | 1  | Light Me Up         |
| 2010                                     | «Miss Nothing»                   | — | —  | — | —  | —  | —  | —   | —  | 39  | —  | Light Me Up         |
| 2010                                     | «Just Tonight»                   | — | —  | — | —  | —  | —  | —   | —  | 163 | 9  | Light Me Up         |
| 2012                                     | «Kill Me»                        | — | —  | — | —  | —  | —  | —   | —  | —   | 22 | Без альбома         |
| 2013                                     | «Going to Hell»                  | — | —  | — | —  | —  | —  | —   | —  | —   | 5  | Going to Hell       |
| 2013                                     | «Heaven Knows»                   |   | 20 | 1 | 17 |    | 48 | 158 | 38 | 61  | 1  | Going to Hell       |
| 2014                                     | «Messed Up World (F’d Up World)» | — | —  | 1 | 44 | —  | —  | —   | —  | —   | —  | Going to Hell       |
| 2014                                     | «House on a Hill»                | — | —  | — | —  | —  | —  | —   | —  | —   | —  | Going to Hell       |
| 2014                                     | «Follow Me Down»                 | — | —  | 1 | 36 | —  | —  | —   | —  | —   | —  | Going to Hell       |
| 2014                                     | «Only you»                       |   |    |   |    |    |    |     |    |     |    | Без альбома         |
| 2016                                     | «Take Me Down»                   | — | —  | 7 | 44 | —  | —  | —   | —  | —   | —  | Who You Selling For |
| «—» означает, что сингл не попал в чарт. |                                  |   |    |   |    |    |    |     |    |     |    |                     |

## Видеоклипы
| Год  | Сингл                              | Режиссёр(ы)                              |
| ---- | ---------------------------------- | ---------------------------------------- |
| 2010 | «Make Me Wanna Die»(ранняя версия) | Патрик Дуайер                            |
| 2010 | «Miss Nothing»                     | Мейерт Авис                              |
| 2010 | «Make Me Wanna Die»                | Мейерт Авис и Крис Леду                  |
| 2010 | «Just Tonight»                     | Мейерт Авис                              |
| 2012 | «You»                              | Мейерт Авис                              |
| 2012 | «My Medicine»                      | Мейерт Авис, Тейлор Момсен и Стефан Смит |
| 2013 | «Going to Hell»                    | Тим Маттиа                               |
| 2014 | «Heaven Knows»                     | Джон Джей и Тейлор Момсен                |
| 2014 | «Messed Up World (F’d Up World)»   | Джон Джей и Тейлор Момсен                |
| 2014 | «House on a Hill»                  | Джон Джей и Тейлор Момсен                |
| 2016 | «Take Me Down»                     |                                          |
| 2016 | «Oh My God»                        |                                          |